# Jelnia (jezioro)
Jelnia (biał. Ельна (возера), jezioro w północno-zachodniej Białorusi (obwód witebski, rejon miorski), w dorzeczu i w widłach Dźwiny i Dzisny, największe jezioro na obszarze jednego z największych w Europie torfowiska wysokiego Mchy Jelniańskie obejmującego 25 tys. ha, czasem zaliczane do Pojezierza Brasławskiego. Jezioro jest odwadniane do mniejszego Jeziora Czarnego i dalej rzeką Jelnią do Dzisny.
Nazwa Jelnia ma prawdopodobnie związek ze starosłowiańskim określeniem świerka – jel.
W latach 1921–1946 jezioro znajdowało się w granicach Polski w ramach dawnego powiatu dziśnieńskiego (przed rozbiorami – województwo połockie Rzeczypospolitej Obojga Narodów).

## Ekologia
Jezioro i otaczające je Mchy Jelniańskie objęte są ochroną w ramach rezerwatu przyrody (od 1961 r.) oraz w ramach międzynarodowych „Important Bird Areas”. Na tym obszarze ostoję znajdują m.in. wilki, łosie, a z ptaków sokół wędrowny, cietrzew, pliszka cytrynowa i brodziec pławny.